# Cochliopina
Cochliopina is een geslacht van weekdieren uit de klasse van de Gastropoda (slakken).

## Soorten
- Cochliopina australis Morrison, 1946
- Cochliopina compacta (Pilsbry, 1910)
- Cochliopina dulcensis (W. B. Marshall, 1920)
- Cochliopina extremis Morrison, 1946
- Cochliopina francesae (Goodrich & Van der Schalie, 1937)
- Cochliopina fratercula Morrison, 1946
- Cochliopina guatemalensis (Morelet, 1851)
- Cochliopina hinkleyi (Pilsbry, 1920)
- Cochliopina infundibulum (Martens, 1899)
- Cochliopina izabal (Pilsbry, 1920)
- Cochliopina juradoi Morrison, 1946
- Cochliopina milleri D. W. Taylor, 1966
- Cochliopina minor (Pilsbry, 1920)
- Cochliopina navalis Morrison, 1946
- Cochliopina picta (Pilsbry, 1910)
- Cochliopina riograndensis (Pilsbry & Ferriss, 1906)
- Cochliopina tryoniana (Pilsbry, 1890)
- Cochliopina wetmorei Morrison, 1946
- Cochliopina zeteki Morrison, 1946